# Ludoș
Ludoș es una comuna ubicada en el distrito de Sibiu, Rumania.

## Superficie
Posee una superficie de 43,22 kilómetros cuadrados.

## Demografía
Hasta 2021 la población era de 584 habitantes, con una densidad de población de 13,51 habitantes por kilómetro cuadrado.